# الدوق ألكسندر من فورتمبيرغ (1804-1885)
الدوق ألكسندر باول لودفيغ قسطنطين من فورتمبيرغ (9 سبتمبر 1804 - 4 يوليو 1885)؛ نبيلا ألمانياً من مملكة فورتمبيرغ، وضابطاً في جيش الإمبراطورية النمساوية، هو جد الملكة ماري عقيلة جورج الخامس ملك المملكة المتحدة، وسلف العائلة البريطانية المالكة الحالية.

## أصول العائلية
ولد في 9 سبتمبر 1804 باعتبار ابن الذكر الوحيد لوالديه الدوق لودفيغ من فورتمبيرغ والأميرة هنرييت من ناساو-فيلبورخ، كانت شقيقاته الأربعة والأكبر سناً هن:-
- الدوقة ماريا دوروثيا زوجة الأرشيدوق يوزف النمساوي بالاطين المجر، ومن أبنائهما ماري هنرييت ملكة بلجيكا.
- الدوقة أميليا زوجة يوزف دوق ساكس-ألتنبورغ، ومن أبنائهما ماري ملكة هانوفر.
- الملكة بولين تيريز زوجة فيلهلم الأول ملك فورتمبيرغ، ومن أبنائهما كارل الأول ملك فورتمبيرغ.
- الدوقة إليزابيث ألكسندرين زوجة مرغريف فيلهلم فون بادن.

في حين كان أخيه الأكبر غير الشقيق الدوق آدم من فورتمبيرغ ضباط برتبة جنرال في الخدمة العسكرية الروسية والبولندية-الروسية.
بعد عامين من ولادته أصبح عمه الأكبر فريدرش الأول أول ملوك مملكة فورتمبيرغ وابنه فيلهلم الأول أصبح صهره بعد زواجه من شقيقته، أصبحت ابنة عمه كاتارينا ملكة ويستفاليا بعد زواجه جيروم بونابرت شقيق نابليون بونابرت، في حين شمل أبناء أعمامه فيلهلم دوق أوراخ والدوق ألكسندر، وإما أبناء عماته ألكسندر الأول إمبراطور روسيا ونيكولاي الأول إمبراطور روسيا وآنا بولونا ملكة هولندا وكذلك أوغست دوق أولدنبورغ الأكبر، وأما ابن خاله فيلهلم دوق ناساو.

## الزواج والذرية
في عام 1835 تزوج من الكونتيسة كلودين ريدي فون كيس ريده (1812-1841)؛ وهي نبيلة مجرية أدى أسلافها غير الملكيين إلى اعتباره زواجاً مرغنطياً، مما أدى إلى حرمان من الألقاب الملكية والمكانة والخلافة، حصلت على لقب تشريفي كونتيسة هوهنشتاين لنفسها، وفي عام 1841 سقطت من حصانها ودوسها من خيول أخرى توفيت على الفور، وبعد وفاتها عانى الإسكندر من انهيار عقلي، وهي حالة استمرت معه لبقية حياته.
أنجبت له ابن واحد وابنتان؛ في عام 1863 تم ترقية جميع أبنائهما من قبل ابن عمه وصهره فيلهلم الأول إلى رتبة أمراء وأميرات تيك.
- الأميرة كلودين من تيك (1836-1894)؛ غير متزوجة.
- الأمير فرانسيس دوق تيك (1837-1900)؛ تزوج من الأميرة ماري أديلايد من كامبريدج حفيدة جورج الثالث ملك المملكة المتحدة، كان الزوجان أقارب من الدرجة البعيدة، لأنهما ينحدر من جورج الأول ملك بريطانيا العظمى، وفي عام 1871 بعد خمس سنوات من زواجهما، رقى فرانتس على يد ابن عمته كارل الأول ملك فورتمبيرغ (ابن الملك فيلهلم الأول وبولين تيريز) إلى لقب دوق تيك، وهو لقب وراثي وتشريفي في مملكة فورتمبيرغ، ولكن دون يمنح أراضي مصاحبة له، ولم يتم منح أخواته أي وضع جديد مماثل وظلوا أميرات تيك، ومن خلال زوجته كان لديهما ثلاثة أبناء وابنة واحدة:
  - الأميرة ماري من تيك (1867-1953 ؛ المعروفة في العائلة المالكة باسم ماي)؛ تزوجت من الأمير جورج دوق يورك "الملك جورج الخامس المستقبلي"، ولهما ذرية.
  - أدولفوس كامبريدج مركيز كامبريدج الأول (1868-1927)؛ دوق تيك (خليفة والده)؛ تنازل عنه وعن ألقابه الألمانية خلال الحرب العالمية الأولى لأسباب سياسية واستبدل باللقب البريطاني مركيز كامبريدج، تزوج من مارغريت جروسفينور، ولهما ذرية.
  - الأمير فرانسيس من تيك (1870-1910)، توفي غير متزوج.
  - ألكسندر كامبريدج إيرل أثلون الأول (1874-1957)، الأمير ألكسندر من تيك سابقاً، تنازل مثل شقيقه واستبدل باللقب البريطاني إيرل أثلون، تزوج من الأميرة أليس من ألباني، ولهما ذرية.
- الأميرة أمالي من تيك (1838-1893)؛ تزوجت في 24 أكتوبر 1863 من كارل إرنست لودفيغ بول كونت فون هوغل، وأنجبت له:
  - بول يوليوس كونت فون هوغل (1872-1912)؛ تزوج من آنا بولين هومولاتش تطلقا في عام 1911،[6] ولهما:
    - الكونتيسة هوبرتا أميليا ماكسيميليان بولين فون هوغل (1897-1912).
    - فرديناند بول كونت فون هوغل (1901- 1939).

بصفته أميراً في أسرة الحاكمة، ينتمي الدوق ألكسندر إلى مجلس اللوردات في فورتمبيرغ منذ عام 1825 حتى وفاته، ولكنه لم يشارك في اجتماعاتها بعد عام 1833، ومع ذلك فقد سمح لنفسه بأن يتم تمثيله.